# Closterium arcuarium
Closterium arcuarium là một loài Song tinh tảo trong họ Desmidiaceae, thuộc chi Closterium.